# Terapia con onde d'urto

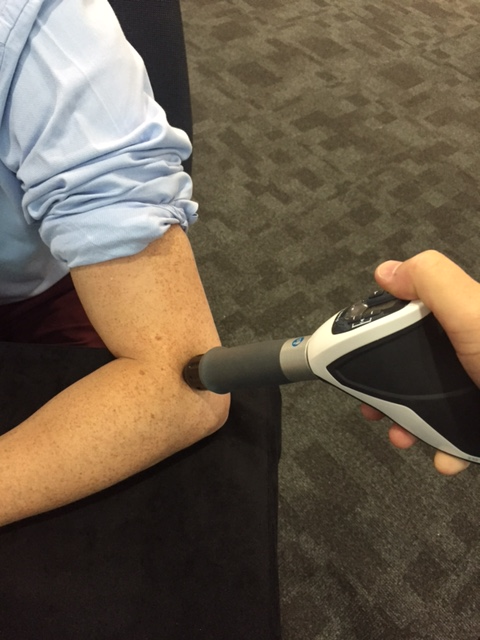
applicazione di una ESWT balistica per una epicondilite laterale

La terapia con onde d'urto in sigla ESWT dall'inglese extracorporeal shockwave therapy, è un trattamento proposto principalmente in terapia fisica, medicina dello sport e ortopedia per disturbi muscolo-scheletrici.,  ma anche in ambiti completamente diversi come quello uroandrologico, vulnologico, cardiologico e neurologico.
Per terapia con onde d'urto ESWT si intende in genere la terapia con onde d'urto focali, diffuse fin dalla metà degli anni '90. Successivamente sono state introdotti sul mercato apparecchi detti ad onde d'urto "radiali" o "balistiche", molto diffusi in ambito fisioterapico. Questi apparecchi generano impulsi acustici completamente differenti dalle onde d'urto  focali, con una profondità di penetrazione più limitata e non regolabile.
I campi di applicazione in ambito ortopedico includono il gomito del tennista, le tendiniti croniche del ginocchio e la tendinite della cuffia dei rotatori delle spalle, la tendinopatia achillea, dolore ai muscoli ischiocrurali, la fascite plantare e le tendiniti da trauma.
In uroandrologia le indicazioni sono la disfunzione erettile di origine vascolare, l'induratio penis plastica(IPP),  la prostatite abatterica e il dolore cronico pelvico maschile.
In dermatologia e vulnologia le onde d'urto vengono utilizzate per indurre e/o accelerare il processo di guarigione delle ferite difficili, nonché del piede disbetico.
In ambito cardiologico le onde d'urto vengono utilizzate per il trattamento del muscono cardiaco infartuato al fine di indurne la rigenerazione.

## Storia

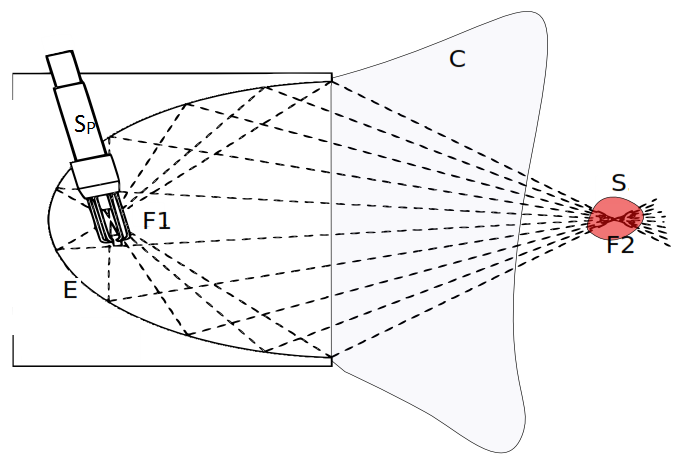
Schema di funzionamento della ESWT elettroidraulica

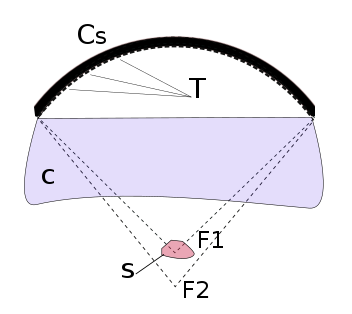
Schema di funzionamento della ESWT piezoelettrica

Le onde d'urto sono state impiegate in campo medico a partire dal 1980 nel trattamento delle patologie litiasiche delle vie urinarie (disgregazione dei calcoli renali) con l'idea fondamentale di poter,  agendo dall'esterno e in modo non invasivo, distruggere le strutture bersaglio presenti all'interno dell'organismo, senza danneggiare i tessuti circostanti.
L'energia distruttiva o disgregante delle onde d'urto è utilizzata nella litotrissia extracorporea a onde d'urto, in sigla ESWL, dove l'onda d'urto colpendo una massa solida può fratturarla quando la pressione dell'onda supera la forza tensile del materiale o quando, in un mezzo acquoso, si realizza il fenomeno della cavitazione, che comporta altissime pressioni generate dall'implosione delle bolle formate dai gas dissolti nel mezzo acquoso.  Questo fatto ha rappresentato un enorme progresso rispetto all'intervento chirurgico, rimasto a lungo l'unica opzione terapeutica nelle calcolosi resistenti alle cure mediche tradizionali.
Verso la metà degli anni 80 nuovi studi hanno aperto ulteriori orizzonti sulle potenzialità terapeutiche delle onde d'urto, in particolare in campo ortopedico sia per la cura dei tessuti molli che dei tessuti ossei. In alcune sperimentazioni e applicazioni della terapia ad onde d'urto si presume che siano efficaci anche sistemi che operano con densità di energia (mJ/mm²) molto più bassa (<1/10) di quella efficace nella ESWL e si presume che l'energia dell'onda d'urto abbia anche effetti biologici, non ancora compresi, stimolando processi algologici, riparativi e rigenerativi.
Sempre maggiore negli ultimi anni la ricerca in campo dermatologico, dove le onde d'urto sembrano avere una efficacia accelerando la guarigione di ferite croniche, ustioni, ulcere diabetiche. L'ESWT è stata anche usata per promuovere la guarigione e saldatura ossea in presenza di fratture e sono stati trattati i dolori toracici associati a malattie cardiache, noti come angina. In urologia, l'ESWT è stata impiegata per il trattamento della sindrome del dolore pelvico cronico e della disfunzione erettile.
Il meccanismo biologico per cui l'ESWT sarebbe efficace in così tanti trattamenti diversi non è stato individuato.
Si ipotizza che le onde d'urto promuovano la crescita di nuovi vasi sanguigni o la rivascolarizzazione, che riducano le calcificazioni e interferiscano con la nocicezione, cioè la trasmissione nervosa dei segnali del dolore.

## Descrizione
L'efficacia della terapia con onde d'urto è oggetto di controversia per la grande eterogenicità dei trattamenti su tessuti diversi, per i diversi sistemi di applicazione, per le diverse densità di energia applicate, per le carenze metodologiche di alcune ricerche, oltre che per la scarsa comprensione dei meccanismi biologici e processi fisiologici per cui le onde d'urto non disgreganti agirebbero. Le tecniche di utilizzo della terapia extracorporea con onde d'urto per problemi muscolo-scheletrici non sono ancora state standardizzate e non sono stati studiati esattamente i dosaggi precisi e la frequenza ottimale di applicazione.
Una revisione della Cochrane Collaboration del 2005 ha concluso che il trattamento ESWT dell'epicondilite laterale (gomito del tennista) produce benefici piccoli o nulli in termini di riduzione del dolore e miglioramento della funzionalità. A fronte di molte ricerche successive che ne suggeriscono l'efficacia almeno in alcuni trattamenti specifici 
le prove disponibili sull'efficacia di ESWT sono contraddittorie. Non esistono prove sufficienti sulla durata degli effetti del trattamento dell'ESWT. I criteri di selezione dei pazienti da trattare non sono stati adeguatamente definiti ed i parametri di trattamento ottimali non sono stati stabiliti. Infine, in alcuni studi, l'ESWT risulta non essere più efficace del placebo.
Tra l'anno 2000 e l'anno 2007 la FDA ha approvato l'immissione sul mercato USA di 6 apparecchiature elettromedicali per la ESWT destinate al trattamento della fascite plantare e dell'epicondilite laterale.

### Classificazione
La terapia con onde d'urto può essere classificata:
- in funzione dei tessuti bersaglio e dell'ambito clinico e delle patologie trattabili o sperimentate.
  - Tendinite del ginocchio, peritendinite rotulea
  - Tendinite achillea
  - Tendinopatie calcifiche e non della spalla (Periartriti)
  - Stiramenti e Contratture muscolari (Sportivi, Colpi di frusta)
  - Calcificazioni muscolari (esiti di lesioni traumatiche, ematomi)
  - Pubalgia
  - Epicondilite ed Epitrocleite (gomito del tennista, gomito del golfista)
  - Fascite plantare (Talloniti o Speroni Calcaneari)
  - Pseudoartrosi (fratture che non guariscono)
  - Ritardi di consolidazione ossea
  - Necrosi ossee
  - Ipertono spastico in esiti di ictus
  - Ipertono spastico in Paralisi Cerebrale Infantile
  - Ipertono nel Parkinson
  - Disfunzione erettile.
- In funzione della densità di energia:
  - onda d'urto focalizzata (che si concentra su una piccola area all'interno del corpo) o radiale (che si diffonde in modo sferico)
  - onda d'urto a bassa energia (<0,10mJ/mm²),
  - onda d'urto a media energia (0,10–0,28mJ/mm²),
  - onda d'urto ad alta energia (>0,28mJ/mm²).
- In funzione della tecnologia utilizzata per generare l'onda d'urto:

- Focale:
- - elettroidraulica
  - magnetostrittiva
  - piezoelettrica

- Radiale:
- - pneumatica
  - Elettromagnetica

### Linee guida
Il National Institute for Health and Care Excellence (NICE) nel Regno Unito, ha pubblicato alcune lineeguida per l'utilizzo della ESWT per alcune specifiche indicazioni cliniche dove altre terapie non risultano efficaci:
- tendinite calcificata della spalla[39],
- fascite plantare refrattaria[40]
- tendinopatia achillea refrattaria[41],
- epicondilite laterale refrattaria[42]
- sindrome del dolore trocanterico.[43]